# Nick Jr.
«Nick Jr.» (повна назва — «Nickelodeon Junior») — дитячий телевізійний канал. Був створений 2 лютого 1999 року в США під назвою Noggin («голова» або «мозок» на американському сленгу) і орієнтований переважно на дошкільнят. 28 вересня 2009 року телеканал було перейменовано на Nick Jr. На телеканалі переважає оригінальний контент, вироблений ексклюзивно для каналу Nickelodeon або за участю останнього і орієнтований переважно на молодшу аудиторію. 7 грудня 2023 року в Україні запрацювала українськомовна доріжка.

## Маскоти
З кінця 2001 року по 6 квітня 2003 року талісманом каналу був Feetface — це був один з перших прикладів нового стилю анімації, названого «фото-лялькова вистава», в якому анімація створюється за допомогою маніпуляцій з фотографіями. З 7 квітня 2003 року талісманом каналу став Муз-Зеє.

## Програми Nick Jr.
- Гуппі та Бульбашки
- Щенячий патруль
- Дора-мандрівниця
- Франклін
- Вперед, Дієго, вперед!
- Острів Гулла Гулла
- Велике музичне шоу Джека
- Ведмедик
- Малюк Білл
- Макс и Руби
- Друзі міс Паучіхі
- Ни-Хао, Кай Лан!
- Олівія
- Вбивця
- Освальд
- Свинка Пеппа
- Покойо
- Еббі хетчер
- Команда Умизуми
- Тук і Плюх
- Шоу вверх тормашками
- Чудо-Зверята
- Вау! Вау! Уабзі!
- Ти Габба Габба!
- Кай-Лан
- Пеппа
- Холлі